# Ndwandwe
Ndwandwe est un clan faisant partie du groupe des Nguni qui peuple des parties de l'Afrique australe.

## Histoire
Les Ndwandwe sont une puissance importante à l'époque du Royaume zoulou à la fin du XIXe siècle. Sous la direction du roi Zwide, la nation Ndwandwe détruit la confédération Mthethwa sous leur roi Dingiswayo. Les Ndwandwe seront eux-mêmes militairement défaits par les Zoulous (issus de la défunte confédération Mthethwa) peu de temps après au cours de la Bataille de Gqokli Hill.